# Port lotniczy Homel
Port lotniczy Homel – port lotniczy położony 8 km od centrum Homla, w obwodzie homelskim. Jest jednym z największych portów lotniczych na Białorusi.

## Linie lotnicze i połączenia
| Linia lotnicza | Kierunek |
| -------------- | --- |
| Belavia        | 1. Moskwa-Szeremietiewo 2. Moskwa-Wnukowo 3. Petersburg-Pułkowo (od 22 marca 2024) Sezonowe czartery: 1. Antalya 2. Szarm el-Szejk |